# Felipe de Souza Campos
Felipe de Souza Campos (24. svibnja 1981.), brazilski nogometaš, koji trenutačno igra za Guarani.
Bivši hajdukovac dosad u nogometnoj karijeri nije imao nekog zapaženog uspjeha. Došao je na probu u Split sredinom listopada 2006., te trenirao do prosinca kada je potpisao ugovor za klub, međutim nije bio verificiran u HNS-u. Tokom probe zabilježen mu je najveći kapacitet pluća uz nezamijenjivog prvotimca Darija Damjanovića. No, tijekom priprema u Turskoj pokazalo se da neće biti ni blizu prve momčadi. Službenu utakmicu nije igrao, te je u ožujku dobio odriješnicu, ali ostao u Hajduku bez želje za povratkom u Brazil. Klub je razočaran napustio tek mjesec dana poslije potpisavši za novozelandski Wellington Phoenix.
Statistika u Hajduku
| Natjecanje        | Nastupi | Zgoditci |
| ----------------- | ------- | -------- |
| Prvenstvo         | 0       | 0        |
| Kup               | 0       | 0        |
| Superkup          | 0       | 0        |
| Međunarodne       | 0       | 0        |
| Splitski podsavez | 0       | 0        |
| Ukupno            | 0       | 0        |
| Prijateljske      | 6       | 1        |
| Sveukupno         | 6       | 1        |

## Vanjske poveznice
- Nogometni-magazin: statistika